# Heike Lätzsch
Heike Lätzsch (Brunswijk, 19 december 1973) is een voormalig hockeyster uit Duitsland.
Lätzsch nam viermaal deel aan de Olympische Zomerspelen en won tijdens haar debuut in 1992 de zilveren medaille.
Lätzsch behaalde haar grootste succes tijdens de Olympische Spelen 2004 met het winnen van de gouden medaille.
Lätzsch speelde 250 interlands en daarin trof zij 120 doelpunten.

## Erelijst
- 1990 – 8e Wereldkampioenschap in Sydney
- 1991 –  Champions Trophy in Berlijn
- 1991 –  Europees kampioenschap in Amstelveen
- 1992 –  Olympische Spelen in Barcelona
- 1993 –  Champions Trophy in Amstelveen
- 1994 – 4e Wereldkampioenschap in Dublin
- 1995 – 4e Champions Trophy in Mar del Plata
- 1995 –  Europees kampioenschap in Amstelveen
- 1996 – 6e Olympische Spelen in Atlanta
- 1997 –  Champions Trophy in Berlijn
- 1998 –  Wereldkampioenschap in Utrecht
- 1999 –  Champions Trophy in Brisbane
- 1999 –  Europees kampioenschap in Keulen
- 2000 –  Champions Trophy in Amstelveen
- 2000 – 7e Olympische Spelen in Sydney
- 2002 – 7e Wereldkampioenschap in Perth
- 2004 –  Olympische Spelen in Athene

- Gemeinsame Normdatei: 1034937308
- Virtual International Authority File: 301923431